# Abrus (Plantae)
Abrus (lat. Abrus),  Rod korisnih, ljekovitih, grmastih penjačica iz porodice mahunarki kojemu pripada ukupno 17 vrsta raširenih po Africi, tropskoj i suptropskoj Aziji i jugozapadnog Pacifika.
Rod je smješten u samostalni tribus Abreae, dio potporodice Faboideae.
Sjemenske vrste rakovo oko (Abrus precatorius) poznate su po svojoj otrovnosti, (toksalbumin, abrin), te po tome što se koriste u izradi nakita.

## Etimologija
Latinsko ime roda potječe od grčke riječi abrus što znači nježan, osjetljiv, a odnosi se na listiće. 

## Vrste
1. Abrus aureus R.Vig.
2. Abrus baladensis Thulin
3. Abrus bottae Deflers
4. Abrus canescens Welw. ex Baker
5. Abrus diversifoliolatus Breteler
6. Abrus fruticulosus Wall. ex Wight & Arn.
7. Abrus gawenensis Thulin
8. Abrus kaokoensis Swanepoel & Kolberg
9. Abrus laevigatus E.Mey.
10. Abrus longibracteatus Labat
11. Abrus madagascariensis R.Vig.
12. Abrus melanospermus Hassk.
13. Abrus parvifolius (R.Vig.) Verdc.
14. Abrus precatorius L., rakovo oko
15. Abrus sambiranensis R.Vig.
16. Abrus somalensis Taub.
17. Abrus wittei Baker f.